# Stmpd Rcrds
STMPD RCRDS (udtales "Stamped Records") er et pladeselskab grundlagt den 4. marts 2016 af DJ, musikproducer og musiker Martin Garrix.

## Historie
Martin Garrix offentliggjorde første gang, at han ville starte sit eget pladeselskab på hollandsk TV og i hans YouTube-miniserie, "The Martin Garrix Show". Nyheden kom kort efter, at Garrix forlod Spinnin' Records og MusicAllStars Management den 27. august 2015. Garrix fortalte at grunden til dette skyldtes uenigheder omkring rettighederne til hans musik.
Navnet på pladeselskabet referer til frimærker ("stamps" på engelsk) som en reference til hans fars frimærkevirksomhed.
Martin Garrix fejrede lanceringen af det nye pladeselskab ved at holde en fest på natklubben STORY den 18. marts 2016, efter at Garrix havde spillet på hovedscenen på Ultra Music Festival Miami.

## Artister
- AREA21
- LIØNE
- Martin Garrix
- Bebe Rexha
- John Martin
- Michel Zitron
- Third Party
- Troye Sivan
- Dua Lipa
- Brooks
- Jay Hardway
- Julian Jordan
- Florian Picasso
- The Federal Empire
- Crash Land[8]
- Mesto